# Voltea pa' que te enamores (telenovela de 2014)
Voltea pa' que te enamores (título alternativo El amor viene con todo) es una telenovela estadounidense realizada por Venevisión International Productions en conjunto con Univision Studios y distribuida por Cisneros Media Distribution en el año 2015. Es una adaptación de la telenovela venezolana homónima  creado por Mónica Montañés para Venevisión en el año 2006 - 2007.
Protagonizada por Marielena Dávila y Pedro Moreno; con las participaciones antagónicas de Natasha Domínguez y Adrián Di Monte, y con las actuaciones estelares de Cecilia Gabriela, Frances Ondiviela, Mauricio Mejía, Maite Embil, Cristina Bernal, Ariel López Padilla y los primeros actores, Lupita Ferrer y Eduardo Serrano.
Las grabaciones comenzaron el 6 de junio de 2014 en Miami, Estados Unidos. Se estrenó en Ecuador el 14 de noviembre de 2015. Las grabaciones terminaron el 13 de enero del 2015. En Venezuela se estrenó el 21 de agosto de 2019 en el horario de las 2:00 p. m., bajo el título El Amor viene con Todo por Venevisión y finaliza el 17 de febrero de 2020.

## Elenco
- Marielena Dávila - María Matilda Ramos de Karam [2][3]
- Pedro Moreno - Rodrigo Karam
- Natasha Domínguez - Felicia Amezcua
- Cecilia Gabriela - Haydée Karam
- Frances Ondiviela - Pilar Amezcua
- Mauricio Mejía - Santiago Aldrete
- Lupita Ferrer - Doña Elena Salas
- Maite Embil - Georgina De la Parra
- Harry Geithner - Doroteo Galíndez
- Ariel López Padilla - Marco Aurelio Botel
- Cristina Bernal - Gabriela "Brela" Ramos
- Adrián Di Monte - Armando Romero
- Lorena Gómez - Arantxa De la Parra
- Roberto Mateos - Gabriel "Gabito" Romero
- Emeraude Toubia - Stephanie "Stefi" Karam
- William Valdés - Gerardo "Jerry" Ramos
- Víctor Cámara - Juan Ramón Amezcua
- Fernando Carrera - Rómulo Karam
- Eduardo Serrano - Don José Salas
- Gabriela Borges - María Del Pilar Amezcua
- Mariet Rodríguez - Michelle
- Mijail Mulkay - Mateo
- Catalina Mesa - Livi
- Ana Sobero - Beatriz Higuiera
- Angela Rincón - Yuli
- Marina Ruiz - Mará del Carmen "Maricarmen / Maca" Aguirre
- Rosalinda Rodríguez - Remedios
- Alfredo Huereca - Francisco
- Samuel Sadovnik - Alexis
- Alberto Salaberry - Alejandro Olmedo
- Daniela Botero - Lic. Julia Basáñez
- Martha Picanes - Madre de Beatriz
- Eduardo Ibarrola - Héctor
- Enrique Montaño - Raimundo
- Guido Massri - Prof. Samuel Ruiz "Pelón"
- Hernán Canto - Gael
- Alejandro Bueno - Hijo de Michelle y Mateo
- Pablo Bueno - Hijo de Michelle y Mateo

## Versiones
- Voltea pa' que te enamores - es una telenovela venezolana producida por Venevisión en el año 2006.